# Тарнувка (гмина)
Тарнувка (пол. Tarnówka) — сельская гмина (волость) в Польше, входит как административная единица в Злотувский повет, Великопольское воеводство. Население — 3071 человек (на 2004 год).

## Сельские округа
1. Бартошково
2. Осувка
3. Пецево
4. Плецемин
5. Плытница
6. Птуша
7. Сокольна
8. Тарновец
9. Тарнувка
10. Венгерце
11. Аннополе
12. Помярки
13. Тарновец-Электровня
14. Тарновски-Млын

## Соседние гмины
1. Гмина Ястрове
2. Гмина Краенка
3. Гмина Шидлово
4. Гмина Злотув